# Översvämningarna i Europa 2013

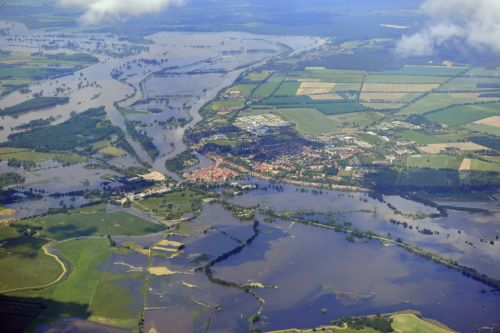
Översvämningsdrabbat Havelberg i Sachsen-Anhalt i Tyskland, 10 juni 2013

Översvämningarna i Europa 2013 inleddes i Centraleuropa efter flera dagars kraftiga regn i slutet av maj och början av juni 2013. Översvämningarna och skadorna drabbade främst de södra och östra delstaterna i Tyskland (Thüringen, Sachsen, Sachsen-Anhalt, Niedersachsen, Bayern och Baden-Württemberg), samt de västra delarna av Tjeckien (Böhmen), och Österrike. Andra platser som drabbades var, Schweiz, Slovakien, Vitryssland, Polen, Ungern och Serbien (Vojvodina) drabbades i mindre skalor. Översvämningarna spred sig sedan nedför Elbe och Donaus avrinningsområden och bifloder, vilket ledde till högt vattenstånd, och att flodernas bankar svämmades över.

### Fotnoter
1. ↑  ”Povodně trápí celou střední Evropu, Dunaj stoupl v Pasově k deseti metrům” (på tjeckiska). Mladá fronta DNES. 2 juni 2013. http://zpravy.idnes.cz/zaplavy-v-nemecku-0mj-/zahranicni.aspx?c=A130602_144315_zahranicni_brm. Läst 27 september 2014.